# Station Zaandam
Station Zaandam is een spoorwegstation gelegen aan de Zaanlijn (Uitgeest - Amsterdam). Het station is gesitueerd nabij het centrum van Zaandam, de grootste plaats in de Nederlandse gemeente Zaanstad. Het stationsgebied van Zaandam is daarbij in de jaren 2010-2019 opnieuw ontwikkeld met het stedebouwkundig project Inverdan.

## Geschiedenis

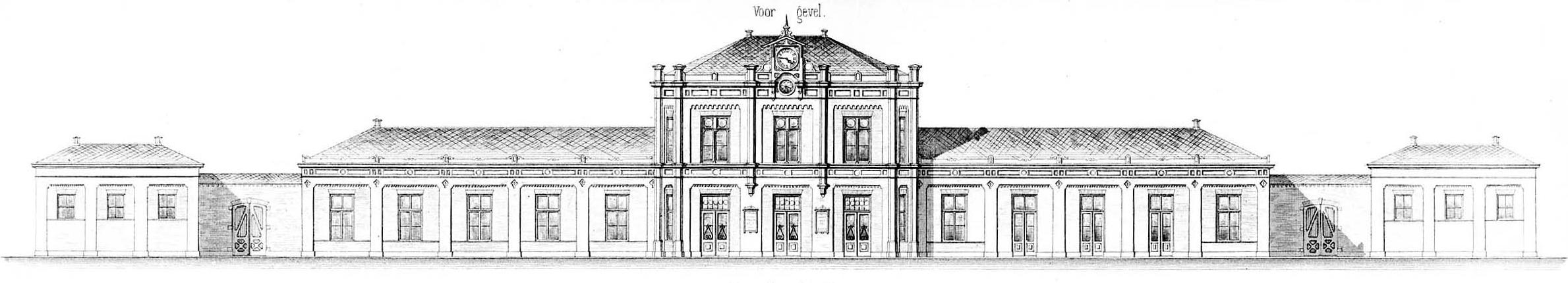
Het eerste station Zaandam

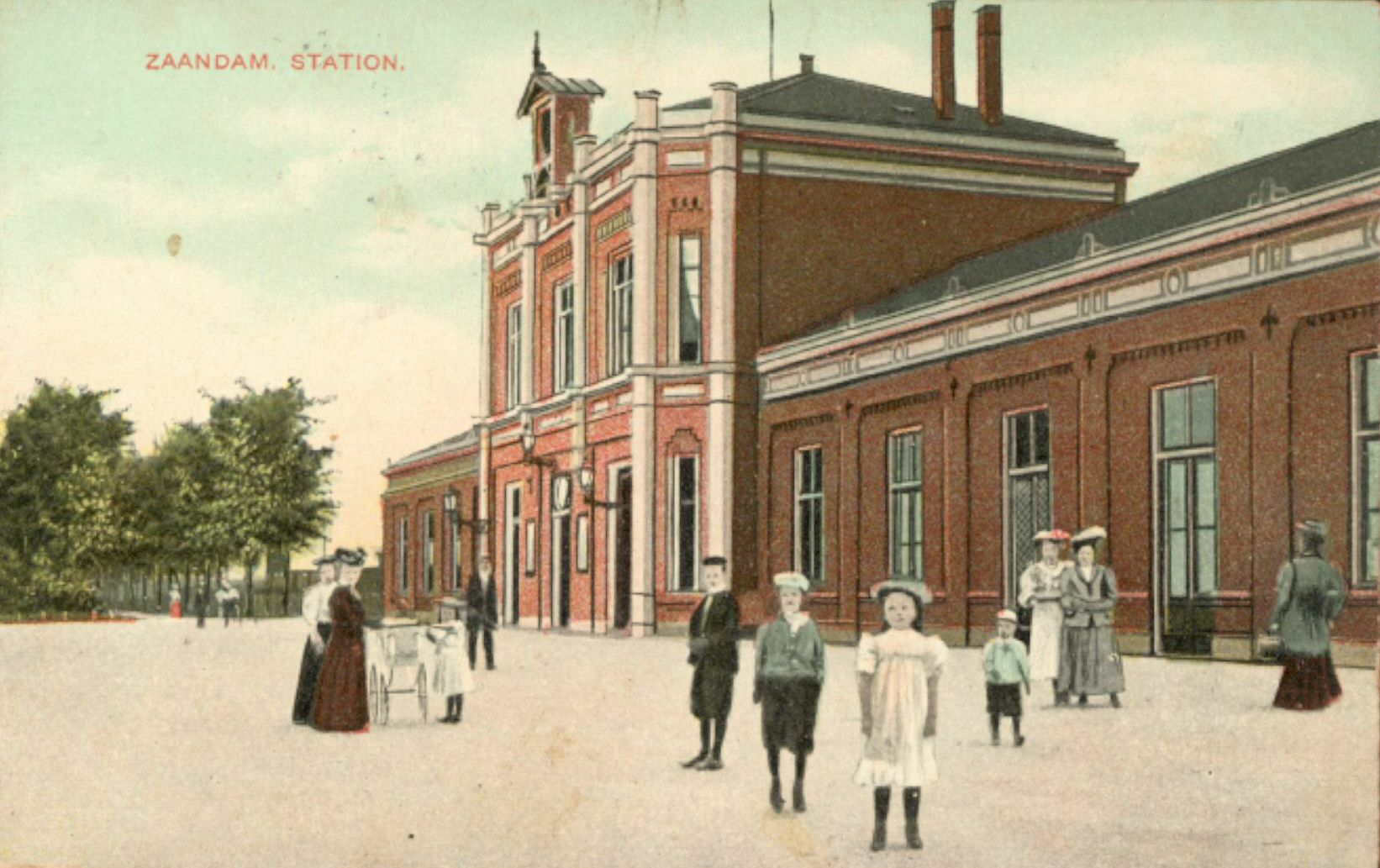
Idem

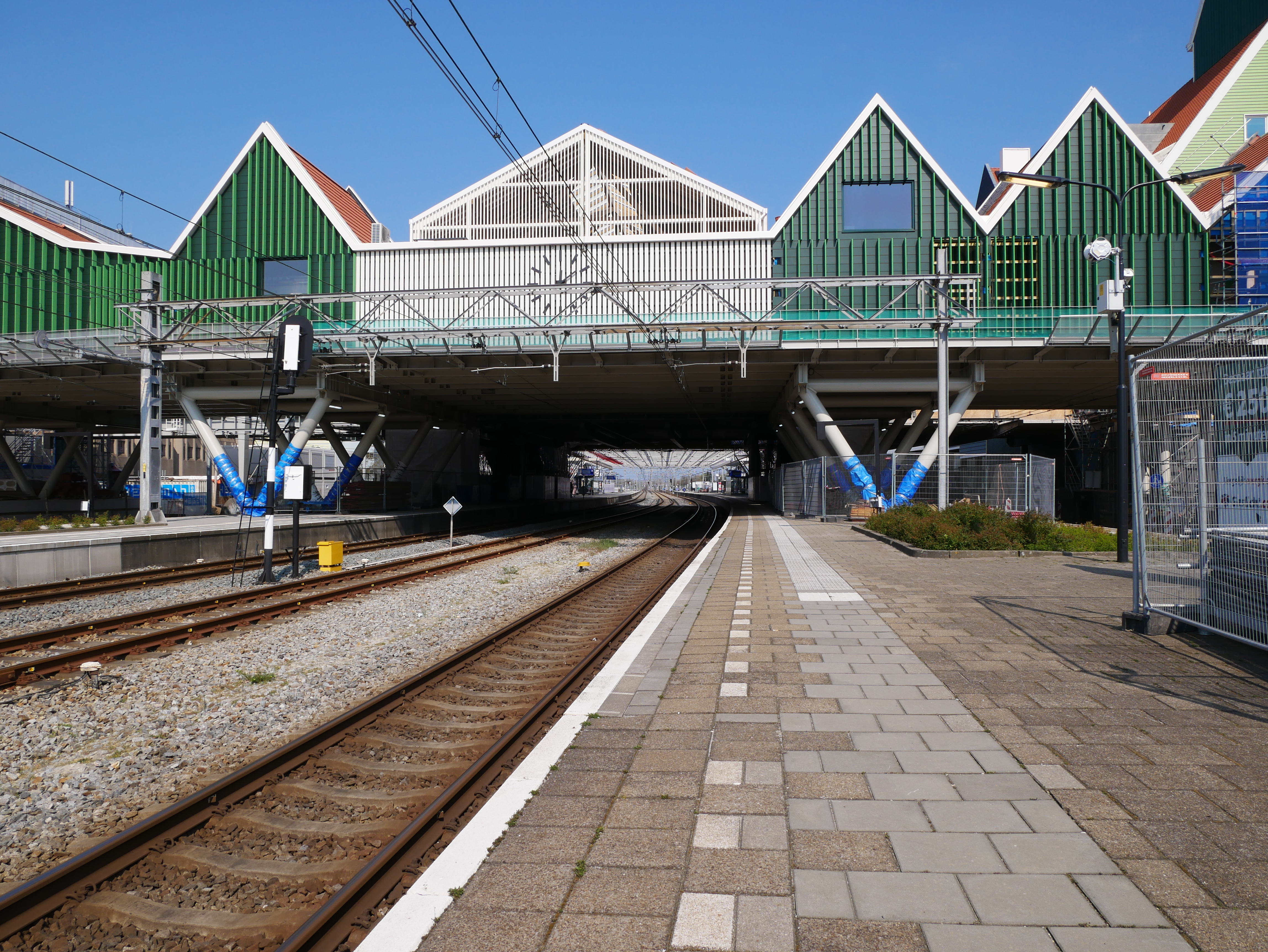
Station Zaandam in 2019

Het eerste station Zaandam werd geopend op 1 november 1869. Het gebouw had een groot middengedeelte waarin het loket gevestigd was, met doorgangen naar de perrons. Aan dit middenstuk waren twee lagere zijvleugels verbonden. Dit station lag ter hoogte van de Stationsstraat. Het station kende twee perrons met drie doorgaande sporen. Langs het stationsgebouw lag een laag zijperron dat vrijwel niet gebruikt werd. Het treinverkeer maakte gebruik van het tweede middenperron met daaraan gelegen de sporen 2 en 3 met een loopbrug en een overpad vanaf het stationsgebouw. 

### Vanaf 1983
In 1983 werd, gelijktijdig met de opening van de Hemtunnel, een volledig nieuw traverse-station in gebruik genomen. Dit bestaat uit twee eilandperrons op maaiveldniveau, waardoor twee perronsporen per richting beschikbaar zijn. De perrons kregen een overkapping bestaande uit een ruimtevakwerk. Het nieuwe stationsgebouw werd een stukje ten zuiden van het oude station aangelegd, ter aansluiting op de Zaanse hoofdwinkelstraat: de Gedempte Gracht en niet meer aan de Stationsstraat. Het station en de Gedempte Gracht werden verbonden middels een overdekte traverse over de N203 naar een parkeergarage en een winkelcentrum ("Het Trefpunt"). In 1996 werd er aan de westkant van het station ook een ingang gebouwd voor de inwoners van de wijk Westerwatering.

### Vanaf 2007
In 2007 zijn het winkelcentrum, de oude traverse en de parkeergarage gesloopt. Het station Zaandam beschikte toen nog over een loket waar treinkaartjes gekocht kunnen worden.

### Vanaf 2013
In 2012-2013 is de traverse hersteld, deze werd uitgevoerd als een verhoogde straat. Er zijn winkels, horeca en aan de oostkant van de traverse bevindt zich een hotel en een ingang van het gemeentehuis van de gemeente Zaanstad. Dit was een van de belangrijkste fasen van het stedebouwkundig project Inverdan.

### Vanaf 2018
In maart 2018 werd begonnen aan een verbouwing waarbij het station een typisch Zaans uiterlijk kreeg, in de stijl van het stedebouwkundige plan Inverdan. Op 24 september 2020 werd het vernieuwde station geopend.

## Treinen
| Serie | Treinsoort     | Route | Bijzonderheden |
| ----- | -------------- | --- | --- |
| 2700  | Intercity (NS) | Maastricht – Sittard – Roermond – Weert – Eindhoven Centraal – 's-Hertogenbosch – Utrecht Centraal – Amsterdam Centraal – Zaandam – Alkmaar – (Den Helder)    | Rijdt van maandag t/m donderdag tot 20:00 uur tussen Alkmaar en Maastricht. Rijdt op vrijdag en in het weekend enkel tussen Alkmaar en Amsterdam Centraal. Tijdens de spits rijden 2 ritten in spitsrichting door van/naar Den Helder. Rijdt niet 's avonds na 20:00. Wordt na 20:00 uur, op vrijdag en in het weekend tussen Amsterdam Centraal en Maastricht vervangen door intercity 2900. |
| 3000  | Intercity (NS) | Nijmegen – Arnhem Centraal – Ede-Wageningen – Veenendaal-De Klomp – Driebergen-Zeist – Utrecht Centraal – Amsterdam Centraal – Zaandam – Alkmaar – Den Helder | Veenendaal-De Klomp wordt alleen na 19:00 bediend door deze serie. |
| 4000  | Sprinter (NS)  | Uitgeest – Zaandam – Amsterdam Centraal – Breukelen – Woerden – Gouda – Rotterdam Centraal                                                                    | |
| 4100  | Sprinter (NS)  | Hoofddorp – Schiphol Airport – Zaandam – Purmerend – Hoorn – Hoorn Kersenboogerd                                                                              | |
| 7400  | Sprinter (NS)  | Uitgeest – Zaandam – Amsterdam Centraal – Breukelen – Utrecht Centraal – Driebergen-Zeist                                                                     | Rijdt alleen tijdens de brede spitsuren, waarbij net na de ochtendspits en net vóór de middagspits enkel tussen Uitgeest en Utrecht Centraal v.v. wordt gereden. |

De laatste twee treinen vanuit Rhenen rijden in de avonduren via Utrecht en Amsterdam naar Heerhugowaard.

## Buslijnen
Oorspronkelijk was er bij het oude station een klein busstation aan de overzijde van de Provincialeweg voor de Enhabo, destijds de vervoerder in de Zaanstreek. In 1983 verscheen aan de andere kant van de Provincialeweg een nieuw langgerekt busstation dat het busstation in de Peperstraat overbodig maakte.  
In 2010 kwam er een nieuw overdekt en compact busstation bij het station Zaandam gereed in stijl met de bebouwing. Het station fungeert als ov-knooppunt in het concessiegebied Zaanstreek-Waterland. De buslijnen worden uitgevoerd door EBS. De Vervoerregio Amsterdam treedt hierbij op als opdrachtgever.

## Galerij

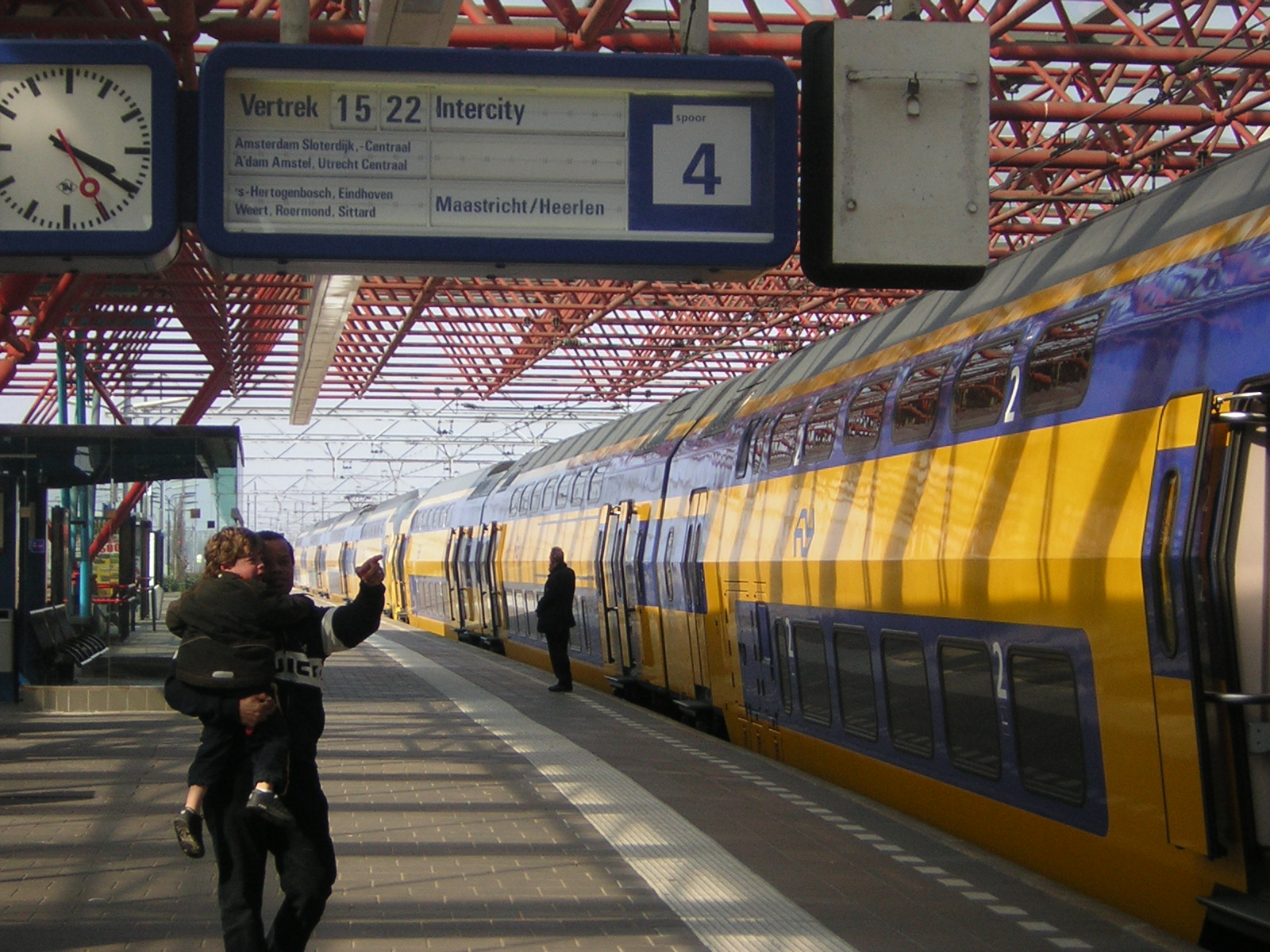
Intercity
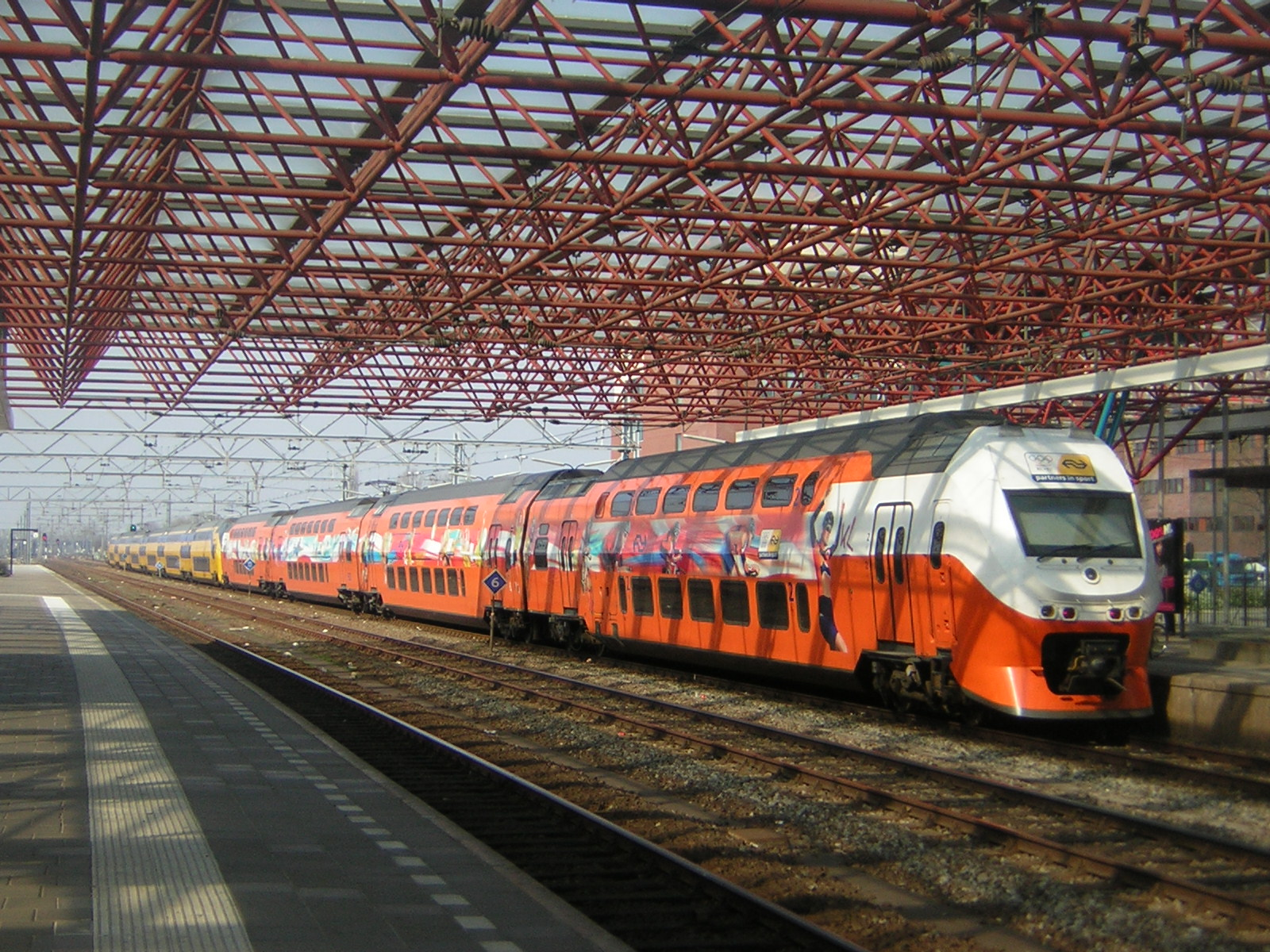
Olympische trein
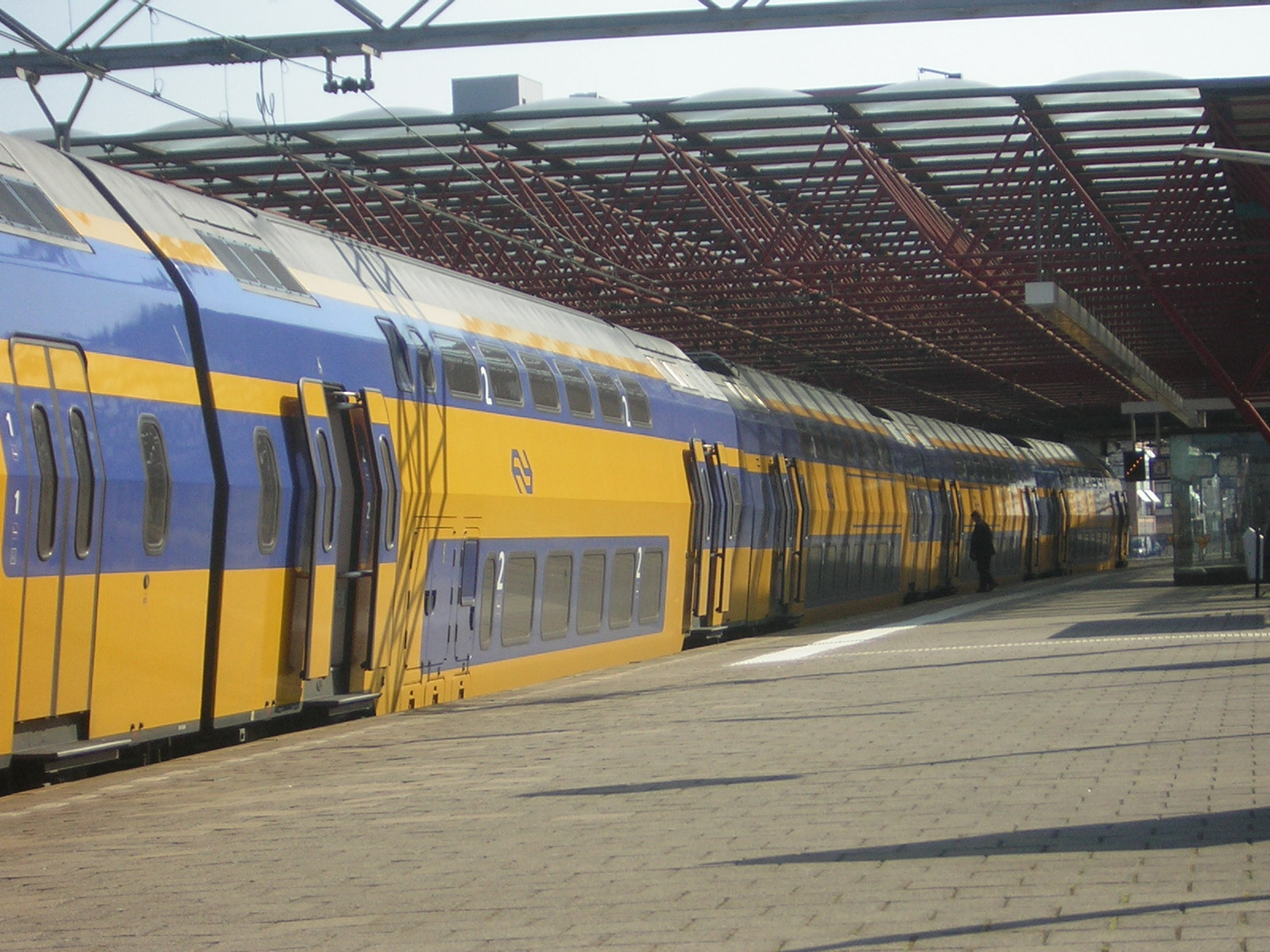
Intercity
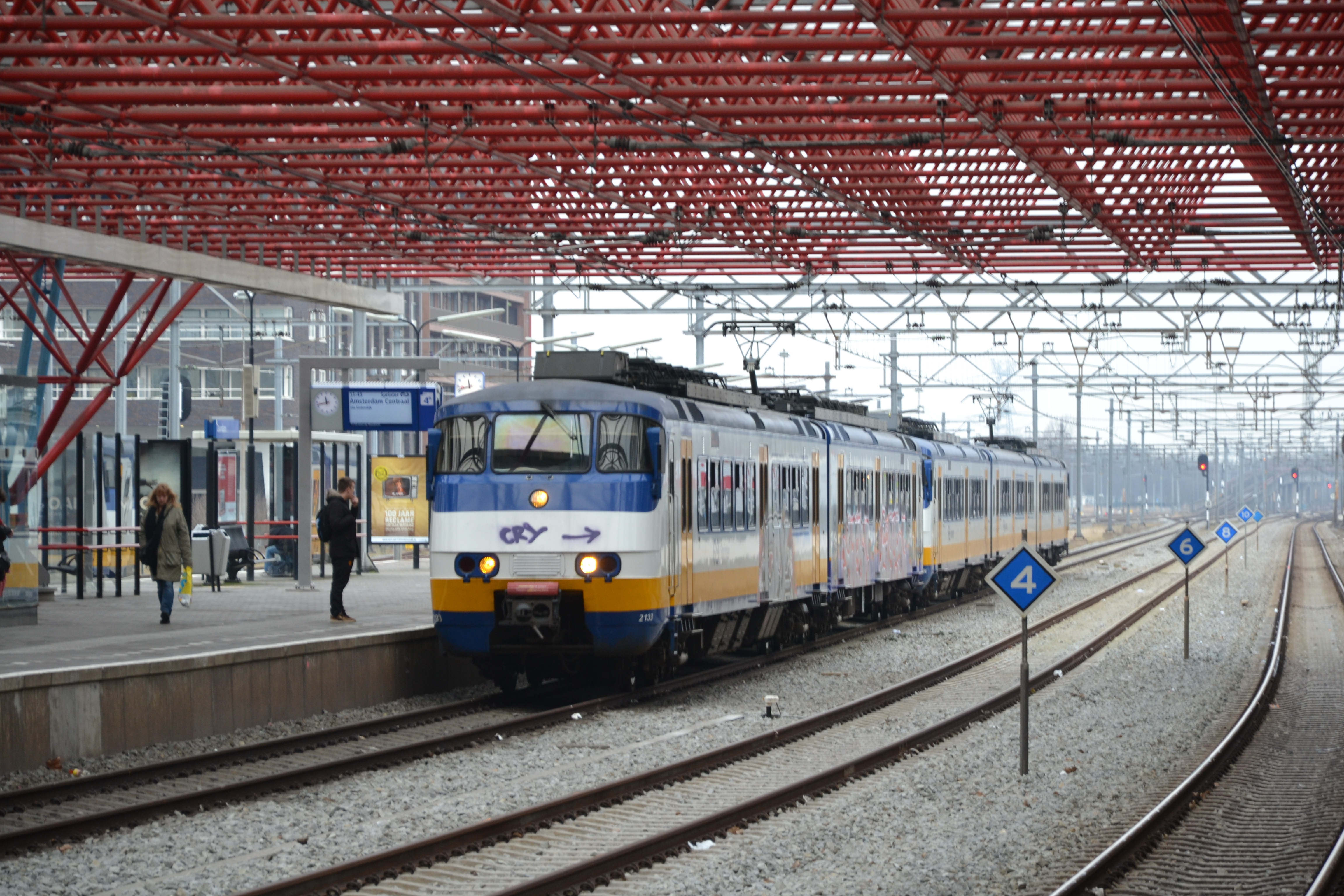
SGM-treinstellen
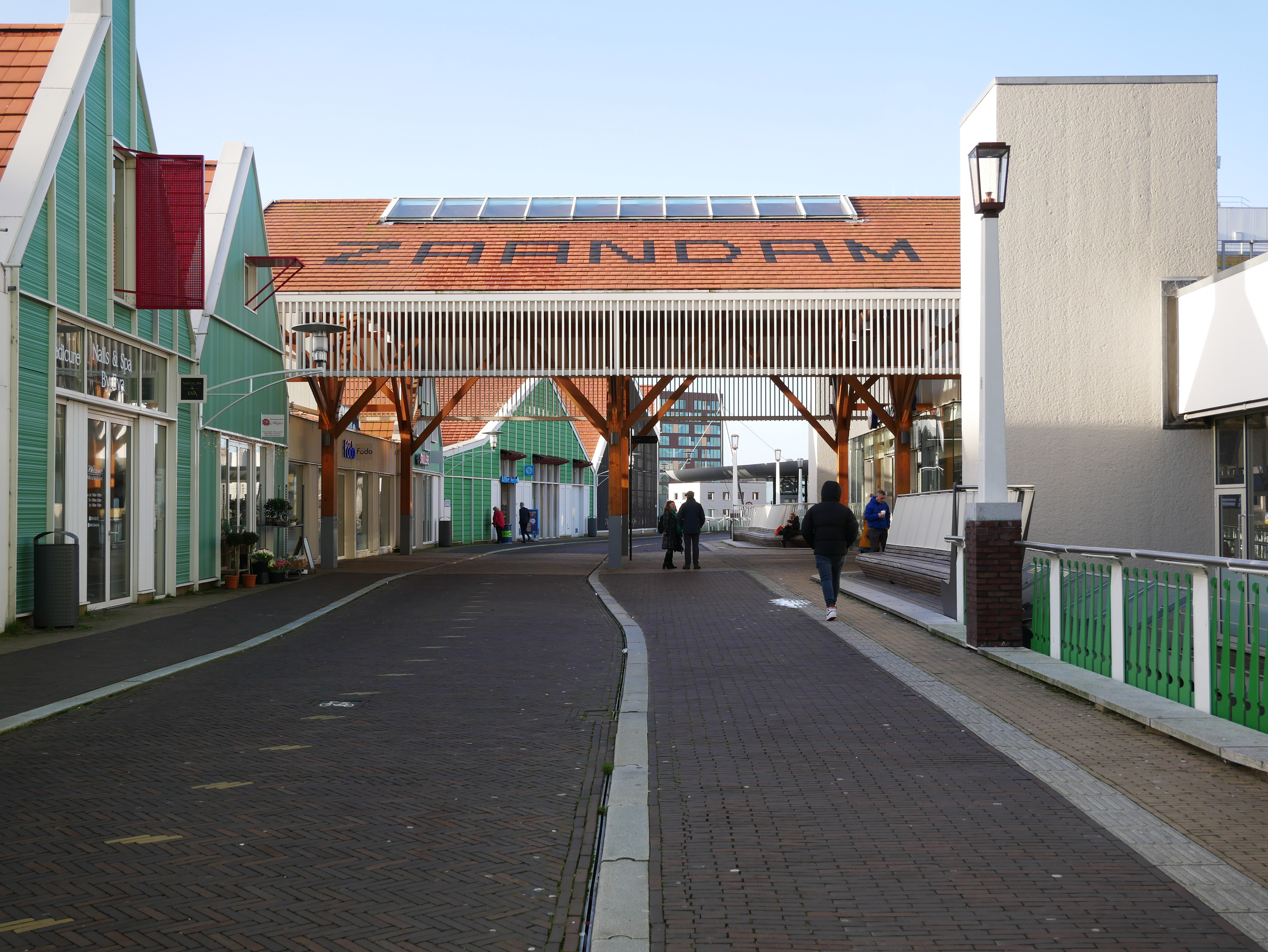
Spooroverbouwing met fietspad De Slinger
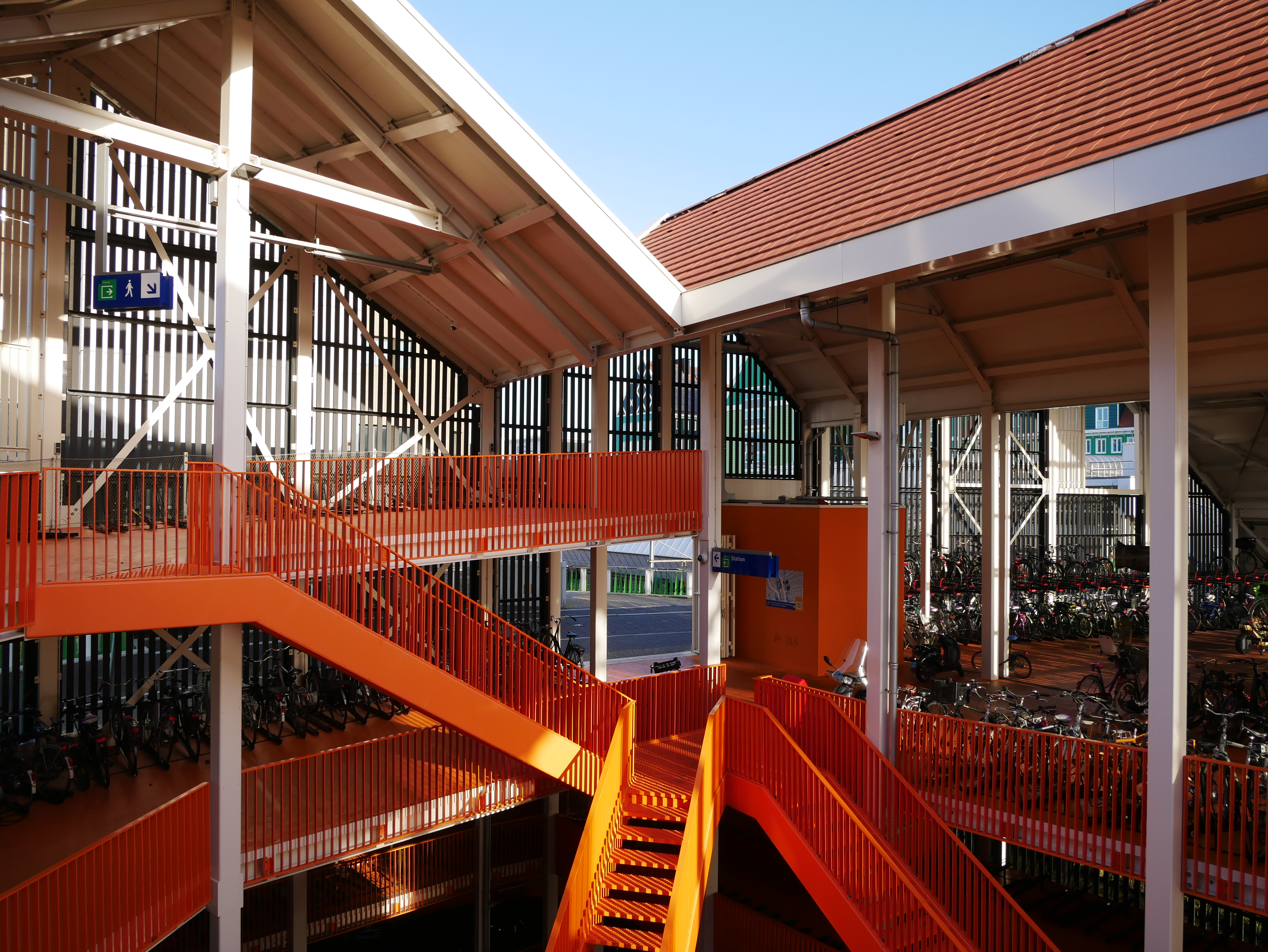
Fietsenstalling De Droogschuur

## Ontwikkeling aantal reizigers
Het aantal door NS vervoerde reizigers (per gemiddelde werkdag) ontwikkelde zich sedert 2019 als volgt:
| Jaar | Aantal reizigers |
| ---- | ---------------- |
| 2019 | 26.259           |
| 2020 | 12.470           |
| 2021 | 12.409           |
| 2022 | 18.395           |
| 2023 | 22.344           |
| 2024 | 23.093           |